# فرودگاه کندللایت فارم
فرودگاه کندللایت فارم (به انگلیسی: Candlelight Farms Airport) یک فرودگاه همگانی بهره‌برداری هوایی است که یک باند فرود چمن دارد و طول باند آن ۸۸۴ متر است. این فرودگاه در کشور ایالات متحده آمریکا قرار دارد و در ارتفاع ۲۰۶ متری از سطح دریا واقع شده‌است.